# Abdallah Mohamed Kaddour
Abdallah Mohamed Kaddour (* 6. Juli 1940) ist ein ehemaliger marokkanischer Radrennfahrer.

## Sportliche Laufbahn
Kaddour gewann 1965 beim Gesamtsieg seines Landsmanns Mohamed El Gourch zwei Etappen der Marokko-Rundfahrt. 1967 konnte er erneut einen Tagesabschnitt für sich entscheiden. 1965 war er Teilnehmer der Afrikaspiele, er startete im Straßenrennen.
1966 war er am Start der Internationalen Friedensfahrt, die er als 76. des Gesamtklassements beendete. 1967 schied er in dem Etappenrennen aus.